# Copestylum binominatum
Copestylum binominatum är en tvåvingeart som först beskrevs av Goot 1964.  Copestylum binominatum ingår i släktet Copestylum och familjen blomflugor.
Artens utbredningsområde är Bolivia. Inga underarter finns listade i Catalogue of Life.